# Iljitsch Eisen- und Stahlwerke Mariupol
Die Iljitsch Eisen- und Stahlwerke Mariupol (ukrainisch Маріупольський металургійний комбінат імені Ілліча, russisch Мариупольский металлургический комбинат имени Ильича, also deutsch Mariupoler Metallurgisches Kombinat namens Iljitsch) sind das zweitgrößte metallurgische Unternehmen in der Ukraine. Es befindet sich in der Stadt Mariupol. Das Unternehmen hatte vor dem russischen Überfall 2022 rund 14.000 Mitarbeiter.

## Geschichte

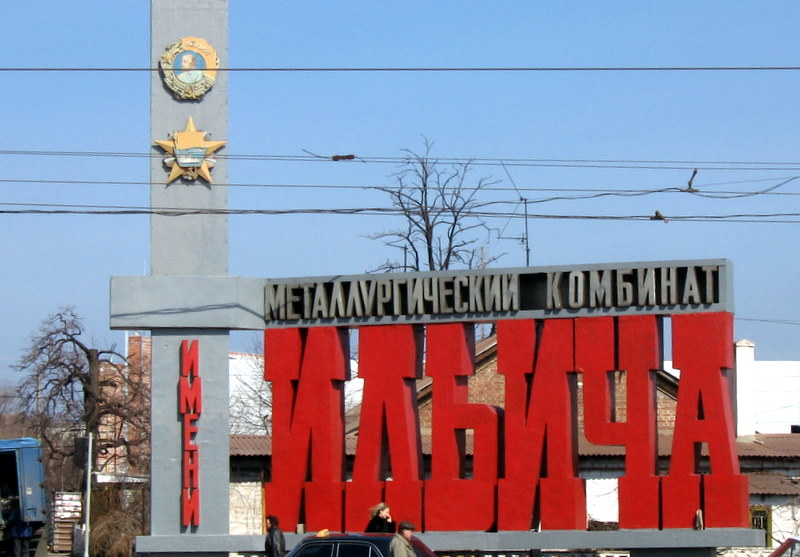
Mariupol Metallurgietechnisches Kombinat Iljitsch

Am 19. April 1896 erhielten die Amerikaner Rothstein und Smith von der Russischen Regierung die Genehmigung, die Nikopol-Mariupol Bergbau und Metallurgische Gesellschaft zu gründen, die 1897 die Eisen- und Stahlwerke in Mariupol zur Produktion von Röhren errichtete. Anfang des 20. Jahrhunderts wurden diese ausgebaut und in ein großes Hüttenunternehmen umgewandelt. Nach dem Ende des Ersten Weltkriegs und des Russischen Bürgerkriegs errichtete das Unternehmen eine Maschinenfabrik. In den 1920er Jahren wurde das Unternehmen vom Sovnarkom enteignet und mit dem Namen des Revolutionsführers Wladimir Iljitsch Lenin versehen. Die Produktionskapazitäten wurden um neue Fertigungslinien für Röhren, Stahlbleche, Beschichtungen und andere Erzeugnisse erweitert. Noch vor Beginn des Zweiten Weltkriegs 1941 stellten die Werke auf die Herstellung von Rüstungsgütern um und fertigten Stahlplatten für den Panzer T-34. Während des Krieges wurden die wertvollsten Maschinen und Anlagen in Werke im Ural und in Sibirien verlegt und die Hochöfen heruntergefahren.
Im Rahmen des deutschen Iwan-Programmes (1942–1943) wurde die Fabrik ab 1942 zur Munitionsherstellung (Granaten) genutzt. Während dieser Zeit war das Unternehmen unter dem Namen „Elbewerk“ in den deutschen Konzern Dnjepr Stahl integriert.
Nach 1954 wurde massiv in neue Anlagen investiert und die rekonstruierten Hochöfen um drei neue und ein Siemens-Martin Stahlwerk mit der weltweit größten Anzahl von Öfen erweitert. Ferner wurden ein Sauerstoffkonverter, eine Druckgussanlage, Warm- und Kaltwalzwerke und Weiterverarbeitungskapazitäten errichtet. Seit 1983 wurden Großrohre gefertigt (seit 2010 elektrisch geschweißt). Ein Kalkbrennofen, zwei Gießanlagen und ein Presswerk kamen hinzu.
Im November 2000 verabschiedete das Ukrainische Parlament das Gesetz zur Privatisierung des Unternehmens, wonach die Belegschaft Eigentümerin wurde. Im Jahr 2008 beschloss man aufgrund wirtschaftlicher Schwierigkeiten, der Metinvest Holding beizutreten. 2016 wurde der Firmenname dem Wissenschaftler Sot Iljitsch Nekrassow gewidmet, da gesetzliche Vorgaben die Beseitigung kommunistischer Namen forderten, man aber die Kosten einer Umbenennung und die Änderung des auf dem Weltmarkt etablierten Namens vermeiden wollte. In den Jahren 2014 bis 2020 wurde die Sinteranlage modernisiert, danach drei der vier Hochöfen.
Während der Belagerung von Mariupol im Frühjahr 2022 stellte das Werk den Betrieb ein. Bereits in den ersten Kriegstagen hatte man alles so eingerichtet, dass Umweltschäden vermieden werden sollten, die Produktion aber auch schnell wieder aufgenommen werden könnte. Die Luftschutzbunker wurden für die Einwohner von Mariupol geöffnet. Arbeiter, die die Stadt verlassen konnten, wurden – soweit möglich – in anderen Werken der Metinvest, etwa in Saporischschja, untergebracht. Es kam zu Beschädigungen durch Beschuss, die aber zunächst nicht genauer eingeschätzt werden konnten. Am 15. April vermeldete das russische Verteidigungsministerium die Eroberung durch russische und prorussische Einheiten.

## Produktion
Die Werke produzieren warmgewalzten und kaltgewalzten Stahl mit breitem Sortiment, auch für den Schiffsbau, die Ölpipelinefertigung, die Bohrgasleitungsfertigung und den Wasserleitungsbau. Das Unternehmen ist das einzige der Ukraine, das verzinkten Stahl und Flüssiggastanks produziert.

## Geschäftsführer
- Nikolai Radin, 1931–1938
- Alexander Gomich Garmashev, 1938–1941 und 1943–1949[15]
- Nikolai Gavrilenko, 1949–1957
- Valentin Kozachenko, 1958–1959
- Ivan Shalamov, 1958–1962
- Aleksandr Jigula, 1962–1963
- Wjatscheslaw Kulikow, 1963–1969[16]
- Juri Wolkow, 1969–1973[17]
- Stanislav Pliskanovsky, 1973–1980[18]
- Victor Beznos, 1980–1982[19]
- Nikolai Gurov, 1982–1990[20]
- Vladimir Boyko, 1990–2012[2]
- Jurij Sintschenko, 2012–2017[21]
- Taras Schewtschenko, seit 2017[22]